# Lil Jon

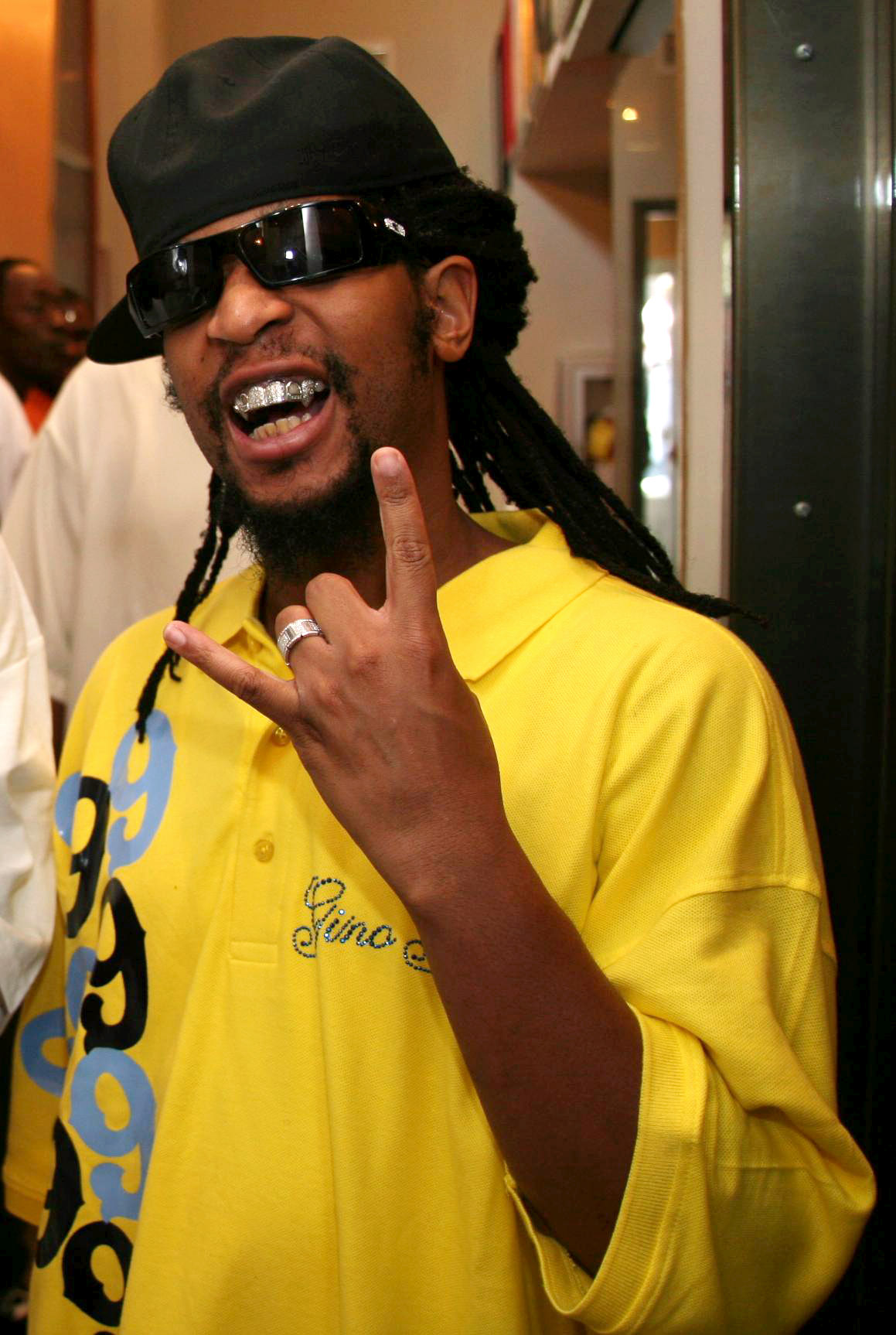
Lil Jon

Lil Jon (Jonathan Mortimer Smith), även känd som "The Jungle-king", född 17 januari 1971 i Atlanta, Georgia, USA, är en amerikansk rappare, DJ och producent. Lil Jon bildade gruppen The East Side Boyz som släppte sin första skiva 1997, Get Crunk, Who You Wit: Da Album. Lil Jons kändaste låt är Get Low som han gjorde tillsammans crunkrap-duon Ying Yang Twins.

## Diskografi

### Album
med The East Side Boyz
- 1997: Get Crunk, Who U Wit: Da Album
- 1999: Certified Crunk
- 2000: We Still Crunk!!
- 2001: Put Yo Hood Up
- 2002: Kings of Crunk
- 2003: Part II
- 2004: Crunk Juice

Solo:
- 2009: Crunk Rock

## Filmografi
- 2004: Soul Plane
- 2005: Boss'n Up
- 2005: Hip-Hop Honeys: Las Vegas
- 2006: Date Movie
- 2006: Scary Movie 4
- 2008: Smoke and Mirrors
- 2009: Pimp My Ride International